# Verteidigungsbezirkskommando 61

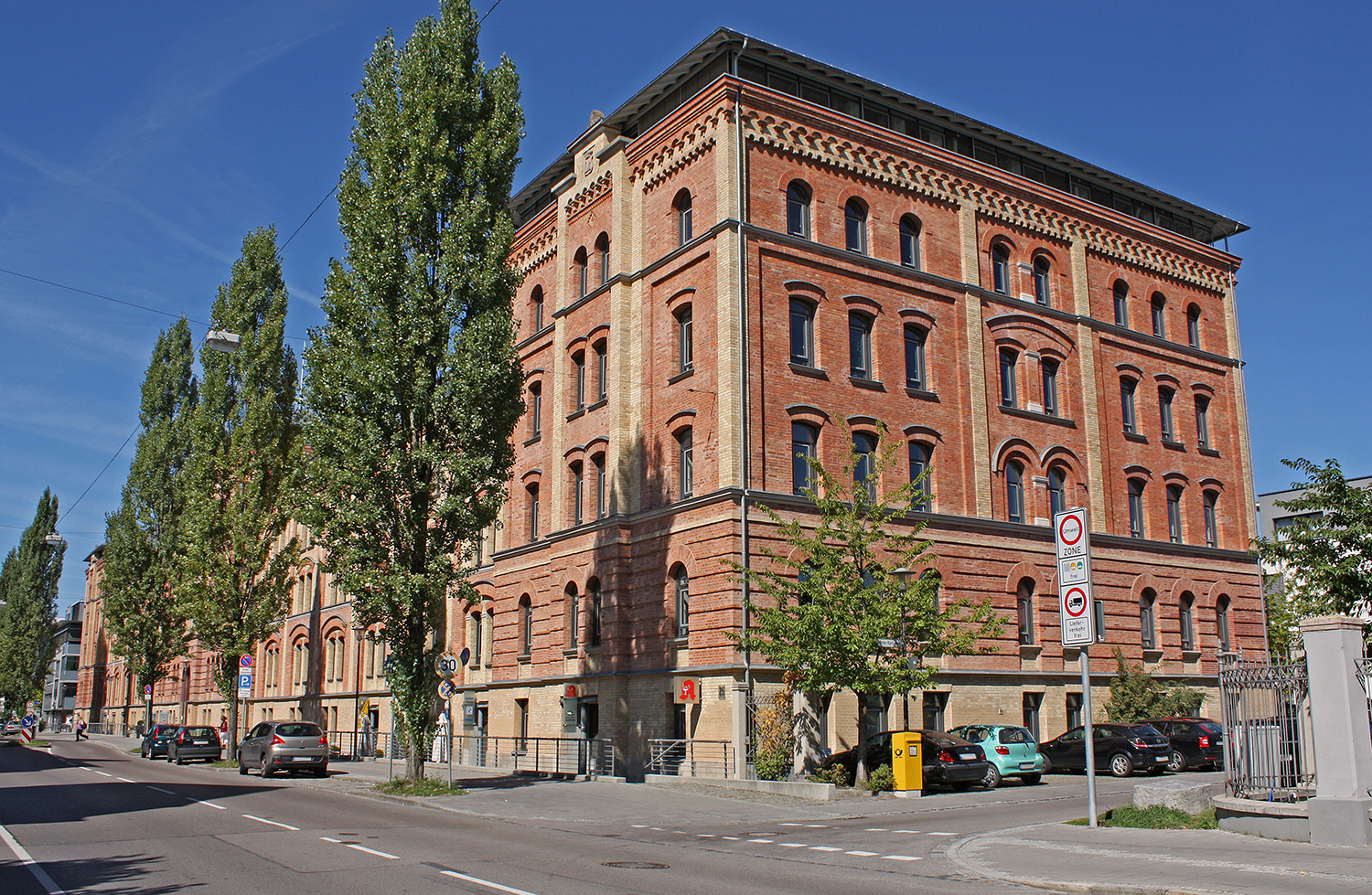
Standort des Stabes in Augsburg: die Prinz-Karl-Kaserne

Das Verteidigungsbezirkskommando 61 war ein Verteidigungsbezirkskommando der Bundeswehr mit Sitz des Stabes zuletzt in Donauwörth. Hauptaufgabe des Kommandos war die Territoriale Verteidigung in seinem Verteidigungsbezirk.

## Geschichte

### Aufstellung
Das Verteidigungsbezirkskommando wurde zur Einnahme der Heeresstruktur II in den 1960er-Jahren als Teil des Territorialheeres ausgeplant und dem Befehlshaber im Wehrbereich VI unterstellt. Angelehnt an die zivilen Verwaltungsgliederung entsprach der Verteidigungsbezirk in etwa dem (Regierungs-)Bezirk Schwaben. Entsprechend war der Standort des Stabs Augsburg.

### Verlegung nach Donauwörth
1993 verlegte der Stab nach Schließung der Augsburger Prinz-Karl-Kaserne auf den Schellenberg nach Donauwörth.

### Auflösung
2001 wurde das Territorialheer aufgelöst. Die Wehrbereichskommandos und Verteidigungsbezirkskommandos wurden der neu aufgestellten Streitkräftebasis unterstellt. Die Wehrbereiche und Verteidigungsbezirke wurden grundlegend neu geordnet und ihre Anzahl reduziert. Das Verteidigungsbezirkskommando 61 wurde außer Dienst gestellt und sein Kommandobereich dem Verteidigungsbezirk 63 eingegliedert.

## Gliederung
Das Verteidigungsbezirkskommando umfasste wie die meisten Truppenteile des Territorialheeres nur wenige aktive Soldaten. Erst im Verteidigungsfall konnte das Verteidigungsbezirkskommando durch die Einberufung von Reservisten und die Mobilmachung eingelagerten und zivilen Materials auf eine Truppenstärke anwachsen, die etwa einer Brigade des Feldheeres entsprach. Die längste Zeit seines Bestehens untergliederte sich das Verteidigungsbezirkskommando abgeleitet von der zivilen Verwaltungsgliederung grob in unterstellte Verteidigungskreiskommandos mit unterstellten Heimatschutzkompanien. Die Heimatschutzkompanien und das direkt unterstellte Heimatschutzregiment 96 „Schwaben“ bildeten der Kern der infanteristisch geprägten Heimatschutztruppe.

## Verbandsabzeichen

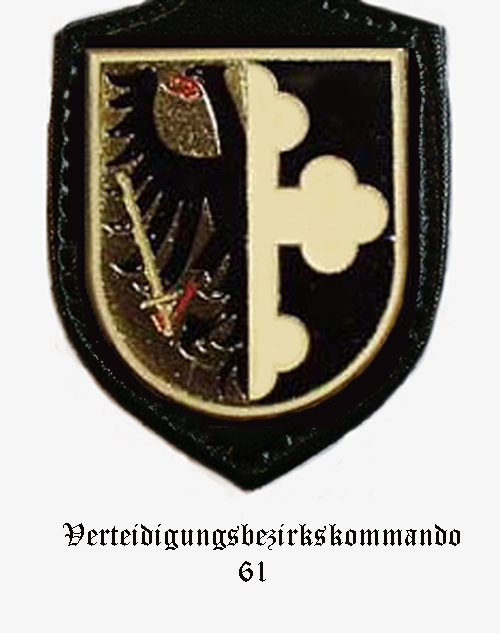
Internes Verbandsabzeichen des Stabes/Stabskompanie

Das Verteidigungsbezirkskommando führte aufgrund seiner Ausplanung als überwiegend nicht aktiver Truppenteil kein eigenes Verbandsabzeichen. Die wenigen aktiven Soldaten trugen daher das Verbandsabzeichen des übergeordneten Wehrbereichskommandos.
Als „Abzeichen“ wurde daher unpräzise manchmal das interne Verbandsabzeichen des Stabes und der Stabskompanie „pars pro toto“ für das gesamte Verteidigungsbezirkskommando genutzt. Als Hinweis auf den Stationierungsraum zeigte es als Figur rechts den Reichsadler mit Schwert ähnlich wie beispielsweise auch im historischen Stadtwappen Kemptens, Kaufbeurens, Donauwörths oder Memmingens. Links wurde ein Kleeblattkreuz abgebildet, so wie es ähnlich im Wappen von Merching, sowie in den Wappen der Regensburger Stadtteile Haunstetten und Inningen gezeigt wird. Es ist wahrscheinlich dem Wappen der Reichsabtei St. Ulrich und Afra in Augsburg entnommen und damit erneut Hinweis auf den Standort des Verteidigungsbezirkskommandos.